# San Di Ego
San Di Ego (pisano tudi San Di EGO) je slovenska rock skupina, ki deluje od začetka leta 2013.

## Zgodovina
Kmalu po ustanovitvi je izšel njihov prvi singel »Zadnji cent«, za katerega so posneli tudi videospot. Marca 2013 se je odvil predstavitveni koncert benda v ljubljanskem Orto baru. Kot singli so sledili: ljubezenska balada »Sonce je tam, kjer si ti«, priredba uspešnice skupine Bee Gees »Stayin' Alive«, »Domina«, »Izbrisani« in »To je to (za ta denar)«. Slednji je napovedal njihov albumski prvenec San Di Ego, ki je izšel 27. oktobra 2014. 2015 so predstavili v živo posneti videospot za »Sonce je tam, kjer si ti«, aprila pa izdali priredbo Mežkove »Julije«, ki je bila popevka tedna na Valu 202.
Poleti 2014 so nastopili na festivalu Pivo in cvetje v Laškem, 2015 pa so bili predskupina Šank Rocka na njihovem »comeback« koncertu v Križankah. 27. februarja 2016 so s skladbo »Brez tebe« Nina Ošlaka in Igorja Pirkoviča sodelovali na Emi. Septembra 2016 so objavili priredbo »Touch Me« Samanthe Fox. Ta se jim je prihodnje leto pridružila na odru Piva in cvetja. Marca 2017 so izdali svojo drugo ploščo Doktor za rock'n'roll, tretja z naslovom Zdaj je čas pa je sledila tri leta pozneje. Tako kot prva sta tudi ti dve izšli pri založbi Dallas Records.
Po izidu tretjega albuma je skupino (nekje maja) najprej zapustil basist Martin Rozman, ki ga je nadomestil Mitja Kobal. Leta 2021 se je od njih poslovil tudi vokalist Sergej Škofljanec, novi pevec pa je postal Matic Nareks. Prvi singel, ki so ga posneli z njim, so bile »Vse besede« in je izšel avgusta. Leta 2022 so sodelovali na 41. Melodijah morja in sonca (»Človek mora imeti sanje«).

## Člani
Trenutni
- Matic Nareks − vokal
- Matic Ajdič − električna kitara, spremljevalni vokal
- Mitja Kobal − bas kitara, spremljevalni vokal
- Jure Doles − bobni

Nekdanji
- Sergej Škofljanec – vokal, akustična kitara, klavir
- Martin Rozman – bas kitara, spremljevalni vokal

## Diskografija
Albumi
- 2014: San Di Ego
- 2017: Doktor za rock'n'roll
- 2020: Zdaj je čas

Singli
| Leto | Naslov                                    | Album                 |
| ---- | ----------------------------------------- | --------------------- |
| 2013 | Zadnji cent                               | San Di Ego            |
| 2013 | Sonce je tam, kjer si ti                  | San Di Ego            |
| 2013 | Stayin' Alive                             | San Di Ego            |
| 2014 | Domina                                    | San Di Ego            |
| 2014 | Izbrisani                                 | San Di Ego            |
| 2014 | To je to (za ta denar)                    | San Di Ego            |
| 2015 | Julija                                    | Doktor za rock'n'roll |
| 2015 | Pompin                                    | San Di Ego            |
| 2016 | Brez tebe                                 | Doktor za rock'n'roll |
| 2016 | Touch Me                                  | Doktor za rock'n'roll |
| 2017 | Doktor za rock'n'roll                     | Doktor za rock'n'roll |
| 2017 | Gledam tvoje slike (z Aleksandrom Mežkom) | Doktor za rock'n'roll |
| 2018 | Nisem svetnik                             | Doktor za rock'n'roll |
| 2018 | Dancing Queen                             | Zdaj je čas           |
| 2019 | Zdaj je čas                               | Zdaj je čas           |
| 2019 | Osamljeno dekle                           | Zdaj je čas           |
| 2019 | Anita ni nikoli                           | Zdaj je čas           |
| 2020 | Na rob sveta                              | Zdaj je čas           |
| 2020 | Včasih jočem, ko sem sam                  | Zdaj je čas           |
| 2020 | Ti                                        | Zdaj je čas           |
| 2020 | 30                                        | Zdaj je čas           |
| 2021 | Vse besede                                | —                     |
| 2022 | Ob meni lepa                              | —                     |
| 2022 | Ko je ni zraven mene                      | —                     |
| 2022 | Človek mora imeti sanje                   | —                     |
| 2022 | Kaj pa ti veš, kaj je rock n roll         | —                     |
| 2023 | Na drugi strani strahu                    | —                     |